# Regia Azienda Monopolio Banane

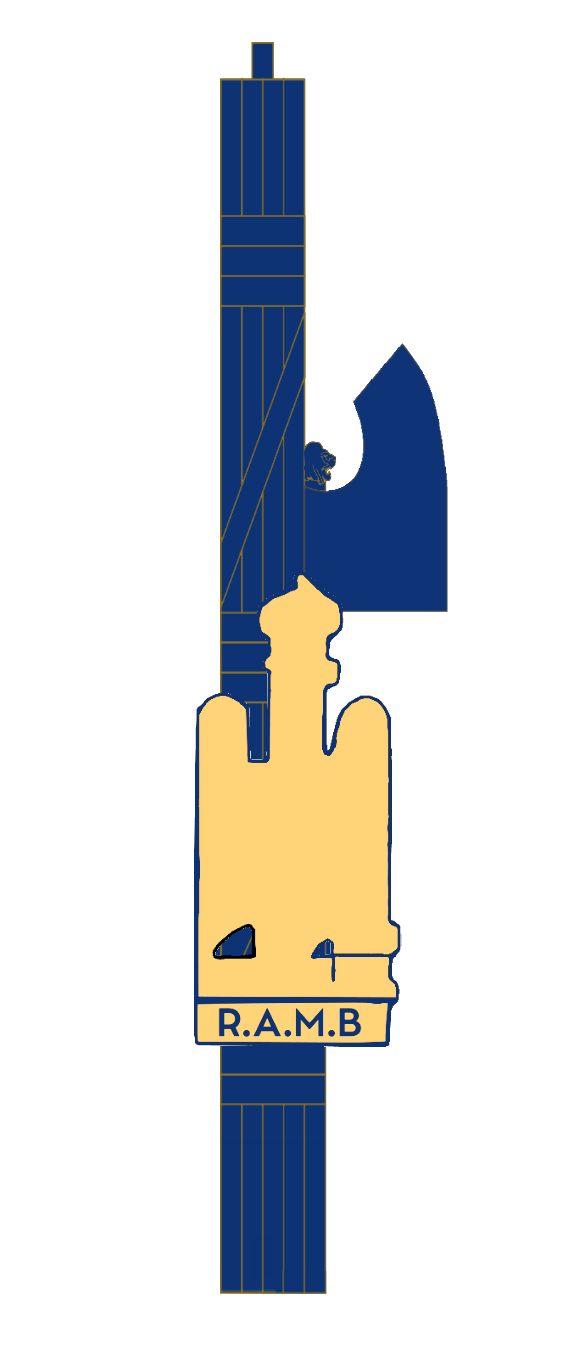
Emblème du Regia Azienda Monopolio Banane.

La Regia azienda monopolio banane (RAMB), était une société d'État italienne active dans les années 1930 et 1940, créée spécifiquement pour transporter et commercialiser en Italie les bananes produites dans les concessions agricoles établies ces années-là dans la colonie de la Somalie italienne, en particulier dans les districts de Genale et de Juba.
Les bananes étaient devenues la culture la plus rentable après que la Grande Dépression de 1929 eut entraîné une crise du coton, dont le prix avait chuté de 50 %. Cependant, le produit somalien avait besoin d'une protection spéciale pour être compétitif, d'où la décision de créer la RAMB.
La Regia azienda monopolio banane a été créée sous le contrôle du ministère des Colonies par le Décret-loi royal (Regio decreto-legge ou R.D.L.) du 2 décembre 1935 n. 2085, publié dans la Gazzetta Ufficiale n. 291 du 14 décembre 1935.
Dans la période d'après-guerre, la société a été maintenue en vie sous le nom de Azienda Monopolio Banane ou AMB (Société du Monopole de la Banane) et a attribué des concessions de zone exclusive à des entreprises du secteur jusqu'à l'éclatement de ce que l'on appelle le "scandale de la banane", le premier grand scandale impliquant des hommes du gouvernement de la Democrazia Cristiana en 1963 à la suite de l'invalidation de la vente aux enchères pour le renouvellement des concessions lors de laquelle les concessionnaires membres de l'Assobanane ont reçu les valeurs secrètes des redevances communiquées, après corruption, par le président de l'AMB avv. Franco Bartoli Avveduti, qui a été arrêté et conduit à Regina Coeli avec son secrétaire Alessandro Lenzi et les chefs de l'organisation criminelle : Angelo Tonini (Naples), Angelo Panattoni (Lucca), Cherubino Pagni (Rome), Diego Sartori (Padoue), Antonio Bignami (Gênes) et Bartolo Saccà (Messine).
Il s'ensuit un procès impliquant les dirigeants de l'AMB et 124 concessionnaires locaux de toute l'Italie. Le procès, au cours duquel des peines allant jusqu'à 10 ans pour les dirigeants et jusqu'à 5 ans pour les concessionnaires sont demandées, se termine par des peines dérisoires en raison de l'intervention en coulisses d'Andreotti lui-même, mais l'AMB est finalement supprimée.

## Organisation et flotte
La RAMB a construit des entrepôts dans les principales villes italiennes et, pour le transport des bananes, elle a d'abord utilisé les navires frigorifiques existants, puis, à partir de 1937, elle a fait construire dans les chantiers nationaux 4 nouveaux bateaux bananiers modernes, portant le nom de l'acronyme de la société RAMB : RAMB I, RAMB II, RAMB III et RAMB IV. Ces unités, après le début de la guerre, ont été transformées en navires militaires et, en tant que tels, ont été utilisés par la Regia Marina.
La RAMB disposait d'une petite flotte de cargos et de bananiers : outre les quatre RAMB, il y avait trois petits bateaux à moteur identiques, construits entre 1933 et 1934 : le Capitano Bottego, le Capitano Antonio Cecchi et le Duca degli Abruzzi.
Des sept navires, seul le RAMB III a survécu à la guerre, mais il a été capturé par les troupes yougoslaves. Une grande partie des navires, au début de la guerre, est restée bloquée en Afrique orientale italienne (cinq sur sept) et a été perdue après la chute de la colonie.

## Production
La consommation de bananes en Italie en 1939, dernière année de normalité, a atteint 450 000 quintaux. Après la fin de la guerre, la RAMB a été dissoute, mais l'Italie a continué à accorder aux bananes somaliennes une protection tarifaire douanière jusque dans les années 1960. Actuellement, les bananes somaliennes ne sont plus exportées, mais uniquement consommées dans le pays.

## Sources
- (it) Cet article est partiellement ou en totalité issu de l’article de Wikipédia en italien intitulé « Regia azienda monopolio banane » (voir la liste des auteurs).